# Йорктаун (Айова)
Йорктаун (англ. Yorktown) — місто (англ. city) в США, в окрузі Пейдж штату Айова. Населення — 60 осіб (2020).

## Географія
Йорктаун розташований за координатами 40°44′7″ пн. ш. 95°9′16″ зх. д. / 40.73528° пн. ш. 95.15444° зх. д. (40.735369, -95.154396).  За даними Бюро перепису населення США в 2010 році місто мало площу 0,70 км², уся площа — суходіл.

## Демографія
Згідно з переписом 2010 року, у місті мешкало 85 осіб у 32 домогосподарствах у складі 24 родин. Густота населення становила 121 особа/км².  Було 37 помешкань (53/км²).
Расовий склад населення:
| - 87,1 % — білих - 7,1 % — чорних або афроамериканців - 1,2 % — корінних американців - 4,7 % — осіб інших рас |

До двох чи більше рас належало 0,0 %. Частка іспаномовних становила 1,2 % від усіх жителів.
За віковим діапазоном населення розподілялося таким чином: 24,7 % — особи молодші 18 років, 55,3 % — особи у віці 18—64 років, 20,0 % — особи у віці 65 років та старші. Медіана віку мешканця становила 47,3 року. На 100 осіб жіночої статі у місті припадало 136,1 чоловіків;  на 100 жінок у віці від 18 років та старших — 137,0 чоловіків також старших 18 років.
Середній дохід на одне домашнє господарство  становив 47 232 долари США (медіана — 38 750), а середній дохід на одну сім'ю — 50 681 долар (медіана — 41 000). За межею бідності перебувало 2,6 % осіб, у тому числі 0,0 % дітей у віці до 18 років та 0,0 % осіб у віці 65 років та старших.
Цивільне працевлаштоване населення становило 26 осіб. Основні галузі зайнятості: транспорт — 23,1 %, освіта, охорона здоров'я та соціальна допомога — 23,1 %, виробництво — 19,2 %.